# Riu Congo
El Congo és el riu més gros de ponent de l'Àfrica central. Amb una llargada de 4.380 km és el segon riu més llarg del continent africà (rere el Nil). Si hom en pren el riu Chambesi com a font, la seva llargada total creix fins als 4.700 km. El seu cabal mitjà, amb aproximadament 41.000 metres cúbics per segon (1976) a la desembocadura també és el segon del món rere l'Amazones. La seva conca constitueix també una immensa selva tropical que abasta una extensió de 4.014.500 km², el que suposa més de la desena part de la superfície africana, essent també la segona del món després de la de l'Amazones.
Situat a la zona intertropical, drena la cubeta a què dona nom. La seva gran extensió fa que el règim sigui molt complex; té molta regularitat i un gran cabal, a causa de l'elevada pluviositat i de la diferent alimentació dels seus afluents, que provenen de tots dos hemisferis.
El riu dona nom als actuals estats de la República del Congo i la República Democràtica del Congo, així com a l'antic Regne del Congo. El seu recorregut té lloc, en la seva major part, dins del territori de la República Democràtica del Congo, on llevat del tram final, on forma frontera entre aquest estat i la República del Congo i, als darrers 50 km, amb Angola. Després del naixement, en el seu curs alt, rep el nom de riu Lualaba; després segueix una trajectòria constant cap al nord, fins a arribar a les cascades Boyoma, a l'altura de la ciutat de Kisangani, moment en el qual gira cap a l'oest, formant una àmplia corba. El Congo travessa en dues ocasions l'equador i és fàcilment navegable en seccions de gran distància, en particular entre Kisangani i el llac Malebo, en els que durant 1.685 km el riu és ampli i profund. En aquest llac que suposa un eixamplament del riu, es troben les capitals Kinshasa i Brazzaville. Una mica més a l'oest de Kinshasa el corrent s'estreny i cau per una cadena de cascades creades per una sèrie de canons profunds, conegudes com les «cascades Livingstone», on flueix de manera violenta, al Congo només es calma cap a Matadi (a 116 km de l'oceà Atlàntic) i Boma (a uns 70 km en línia recta). Finalment desemboca en una estreta plana d'inundació a través d'un estuari (un sol llit) que té gairebé 5 km d'amplada a prop de la petita ciutat de Muanda.
Encara que les cascades de Livingstone impedeixin l'accés a la zona navegable del Congo des del mar, hi ha un tren que salva la distància. Gran part del comerç de l'Àfrica Central passa per aquesta via fèrria, portant mercaderies des del port de Boma a la part navegable del Congo.

## Denominació
Abans de la colonització portuguesa de la zona, els nadius denominaven al riu, Nzere o Nzadi, que en la llengua de l'ètnia bakongo, vol dir "el riu que s'empassa els altres rius». L'explorador portuguès Diogo Cão, que va ser el primer europeu que va recórrer la seva desembocadura, el va anomenar riu Zaire, per deformació del nom donat pels indígenes. Aquesta denominació va persistir fins al segle xviii, en què va començar a ser nomenat com riu Congo, per l'ètnia Congo o bankongo, que dominava gairebé tota la conca del riu.

## Història
La desembocadura del Congo era coneguda pels europeus des que el portuguès Diogo Cão va assolir les seves aigües el 1484.
Al segle xix ningú podia imaginar que el riu Lualaba, que avança implacablement cap al nord i el riu Congo que corre cap a la part sud-occidental per desembocar a l'Atlàntic, després de travessar la meitat del continent, fossin el mateix riu, es pensava que el primer podia formar part del corrent principal del Nil, aquesta tesi era defensada entre altres per l'explorador David Livingstone, que va recórrer el Lualaba en la seva expedició de 1866, mentre que el segon va ser confós amb la desembocadura del riu Níger per l'explorador i naturalista Mungo Park que entre finals del segle xviii i principis del XIX, va recórrer el riu Níger.
L'exploració europea va continuar amb l'intent britànic de James Kingston Tuckey que el 1816, va tractar de remuntar el riu Congo des de la seva desembocadura, aconseguint avançar 480 km riu endins però no va arribar a superar les Cascades Livingstone que van frenar el seu avanç. Fins al 1877 no es completaria l'exploració del riu, quan Henry Morton Stanley el va recórrer de forma completa, partint del Lualuba fins a arribar a Boma, a la costa atlàntica.
Durant l'època colonial grans vapors de rodes van ser transportats peça a peça a coll de portadors des de la costa fins a la part navegable del Congo per salvar les temibles cascades de Livingstone.

## Geografia
El riu Congo té el seu origen a les muntanyes de la vall del Gran Rift, a l'Àfrica oriental, com els llacs Tanganyika i Moer, que alimenten el riu Lualaba, que es converteix en el Congo per sota de les cascades Boyoma. El riu Chambeshi, a Zàmbia, és generalment considerat com la font del Congo, segons el criteri freqüent de la font més allunyada de la boca, com és el cas del Nil
El Congo discorre en general, en direcció oest a partir de Kisangani, just a sota de les cascades, després a poc a poc gira cap al sud-oest, passant per Mbandaka, unint-se amb el riu Ubangi, i precipitant-se al llac Malebo (Pool Malebo, abans Stanley Pool). Kinshasa (anteriorment Leopoldville) i Brazzaville estan en els costats oposats del riu al llac Malebo, on el Congo es contreu i baixa a través d'una sèrie de cascades creades per profunds canons i conegudes col·lectivament com cascades Livingstone. A continuació, corre en direcció a Matadi i Boma, i després desemboca a l'oceà Atlàntic en el petit poble de Muanda.

### Principals illes
- Esumba
- Sumba
- M'Bamou

### Principals ciutats
- Boma
- Bumba
- Brazzaville
- Kinshasa
- Kisangani
- Matadi
- Mbandaka

## Hidrometria
El cabal del rius ha estat observat durant 81 anys (1903-83) a Kinshasa, capital de República Democràtica del Congo, a 3.937 km de la seva font i a 480 km de la seva desembocadura a l'oceà.
A Kinshasa, la mitjana anual del cabal observat durant aquest període va ser de 39.536 m³/s per una conca aproximada d'uns 3.475.000 km², gairebé 95% del total de l'àrea de captació del riu.
La làmina d'aigua recollida a la conca és de 359 mm per any.
El Congo és, sens dubte, un dels rius més regulars d'Àfrica i el món, abundant i ben alimentat durant tot l'any. El cabal mitjà mensual a l'agost (el mínim d'estiatge) arriba a 31.086 m³/s, més de la meitat de la mitjana del mes de desembre en què el cabal mitjà és més gran, el que és notable. En el període d'observació de 81 anys, el cabal mínim mensual va ser de 22.351 m³/s i el màxim mensual va ser de 80.832 m³/s. Les raons que provoquen la gran regularitat del cabal de riu es troben en el fet que la conca hidrogràfica del riu Congo abasta zones tant en l'hemisferi nord com al sud, el que significa que una part del riu amb la seva xarxa d'afluents sempre es troba a l'estació de les pluges. La crescuda per les pluges d'una banda de l'equador sempre es compensa per la sequera que provoca l'estació seca a l'altre costat.
Cabal mitjà del Congo mesurat a l'estació hidromètrica de Kinshasa (en m³ / s) </ u> 
 Dades calculades en el període de 81 anys, 1903-83)

### Afluents
Els principals afluents i llacs del Riu Congo, són els següents:

#### Curs superior
- Riu Lualaba — de la font a Kisangani: considerat com el curs superior. El Riu és sovint estret, tortuós i tallat per cascades i ràpids a causa de les muntanyes i altiplans que travessa.
- Riu Lubudi és una riu de la província del Katanga, prenent font al territori de Mutshatsha i desemboca al riu Congo a Kamina, on és anomenat Lualaba. Encara que portant el mateix nom, el riu no passe per Lubudi ni el seu territori.
- Riu Lufira és forma al sud de Likasi, s'escola cap al Nord Est, alimenta el llac Tshangalele a 25 km de Likasi, travessa el Parc nacional de Kundelungu cap al Nord Oest, travessa el seu Congost cavat en els cursos dels segles al massís dels Mitumba, i reeixit en el parc nacional de l'Upemba en la depressió de Kamalondo on aboca les seves aigües en el llac Kisale ajuntant-se així al riu Lualaba (riu Congo). El Lufira posseeix algunes cascades, del qual sobretot les cascades de Kiubo d'una alçada de 60 m.

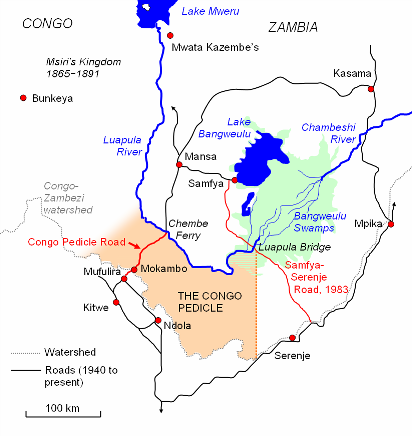
Detall del sistema fluvial Luapula-llac Bangwelo-Chambeshi.

- riu Chambeshi (també conegut com el riu Chambezi) és un riu localitzat al nord-est de Zàmbia. És la font més allunyada del riu Congo i forma part del sistema Luvua-Luapula-Chambeshi, format pel riu Luvua (350 km), el llac Mweru, el riu Luapula (480 km), el llac Bangwelo i el mateix riu Chambeshi. Tanmateix, en termes de volum d'aigua, el riu Lualaba és la font més important del Congo. El riu Chambeshi sorgeix com un rierol a les muntanyes del nord-est de Zàmbia, a prop del llac Tanganica, a una elevació de 1.760 metres sobre el nivell del mar. Flueix durant 480 km en els pantans de Bangwelo, que formen part del llac Bangwelo, i al final de l'estació de pluges al maig, reparteix una crescuda que recarrega els pantans i inunda una vasta plana al·luvial al sud-est, sostenint l'ecosistema pantanós de Bangwelo. L'aigua aleshores flueix fora dels pantans com riu Luapula.[10] Durant més de 100 km de la seva longitud, mentre flueix a l'est de Kasama, el riu consisteix d'un laberint de canals d'uns 2 km d'ample a pantans, en una planura al·luvial de fins a 25 km d'ample. Riu avall, on el travessa el pont de la carretera Kasama-Mpika i el ferrocarril Tazara, la principal llera permanent té uns 100 m d'ample, i fins a 400 m d'ample durant la crescuda.[11]
- llac Bangweulu és un llac d'aigua dolça situat a Zàmbia. El seu nom significa «lloc on l'aigua i el cel s'uneixen». El llac és la font del riu Luapula i és alimentat per 17 rius. Està situada a 1.140 m d'altitud, té aproximadament 75 km de llarg i cobreix una àrea de 9.840 km². La seva profunditat mitjana és de 4 metres. La seva superfície és variable segons la temporada. El llac i els pantans són alimentats al nord pel riu Chambeshi i flueix cap al sud pel riu Luapula, que alimenta al llac Moero i al riu Congo. El llac es divideix en 3 zones paral·leles: Al nord-oest, el llac Chifunabuli (50 km per 5 km, que s'uneix amb la resta del llac per un passatge (península Lifunge) de 250 metres d'amplada; Al sud-est, el llac Walipupe (30 km per 13 km); en el centre, llac Bangwelo que és el llac principal. Al nord, l'est i al sud del llac es troben els pantans Bangweulu que tenen al voltant de 120 km de llarg per 75 km d'ample. En temps de crescudes, les zones humides poden assolir una àrea de 15.000 km².[12] Al sud del llac, hi ha una plana d'inundació durant la temporada de pluges. L'àrea està habitada pel poble Bemba. El llac té una temporada de pesca i la població augmenta durant aquest període. El llac també està poblat per cocodrils potencialment perillosos per als pescadors.[13] La ciutat de Samfya es troba al sud-oest del llac i és el centre regional per al transport i el turisme en el llac. Els principals centres de població es troben a les illes de Chiluba, Mbabala i Chishi. La ciutat principal al nord del llac és Nsombo. David Livingstone, va ser el primer europeu a veure el llac durant les seves exploracions, on hi va morir el 1873 explorant el llac.[14]
- Riu Luapula té un recorregut de 560 km. Serveix d'emissari al llac Bangweulu a Zàmbia cap al llac Moero fent de frontera entre Zàmbia i la República Democràtica del Congo (RDC). El riu Chambeshi és el principal tributari alimentant el llac Bangweulu i constitueix doncs la principal font d'alimentació del Luapula. La planura que envolta el llac i el Luapula és àmpliament inundable, no obstant això la Luapula compta diverses caigudes importants del qual les cascades Mumbuluma, les cascades Musenda i les cascades Mambilima. A RDC, les localitats de Kasenga i Kilwa són situades a tocar el Luapula.
- Llac Moero (també escrit llac Mwero o llac Mweru) és un llac situat a la frontera entre la República Democràtica del Congo (Katanga) i la Zàmbia, a aproximadament 150 quilòmetres al sud del llac Tanganyika. Mesura aproximadament 96 quilòmetres de longitud per a 45 quilòmetres d'ample, orientat nord-est/sud-oest, d'una superfície de 4650 km². Té una profunditat màxima de 37 metres. És principalment alimentat pel riu Luapula, qui prové d'un aiguamoll al sud del llac. El llac inclou l'illa de Kilwa en la seva part sud.
- Riu Luvua 350 km íntegrament en territori de la República Democràtica del Congo.és un riu emissari del llac Moero fins al riu Lualaba, El seu cabal mitjà és de 280 m³⋅s-1.
- llac Tanganyika està situat a la zona centre-oriental del continent africà, en la vall del Rift. Està a 773 metres per sobre del nivell del mar, i té una profunditat màxima de poc menys de 1.470 metres. És el segon llac més gran en superfície de l'Àfrica, amb 18.900 km³, ja que el primer és el llac Victòria en la mateixa regió dels grans llacs.
- Riu Lukuga és un riu emissari del llac Tanganyika, recorrent prop de 350 km. El seu cabal és d'aproximadament 271 m³/s. Aboca les seves aigües dins del Lualaba (part superior del riu Congo). Abans 1878, les aigües del Lukuga s'escolaven al llac Tanganyika. En resposta a moviments tectònics i la pujada del nivell de l'aigua del llac, el corrent del Lukuga s'ha invertit en el sentit actual, escolant-se cap al riu Congo.
- Riu Luana
- Riu Elila
- Riu Lowa passa per la localitat de Walikale al Kivu Nord, Yumbi al Maniema, i desemboca al riu Congo a Maniema.
- Riu Tshopos'uneix al congo a Kisangani. Era antigament anomenat Lindi.

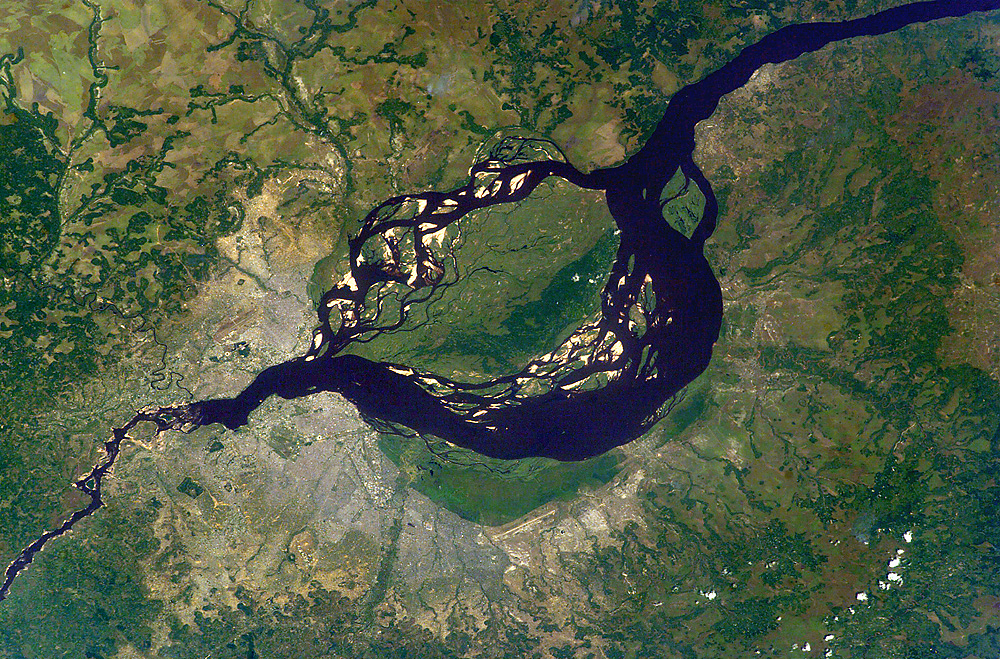
Imatge de satèl·lit del riu Congo a la zona de Brazzaville, Kinshasa i el llac Malebo.

#### Curs mitjà
Comprèn l'alt Congo i el Congo mitjà. Durant el seu recorregut el riu congolès atravesa la immensa plana central del país. El seu recorregut és plàcid i ple d'illes i bancs de sorra. La seva amplada pot arribar a 25 o 30 km a Makanza.
- Alt Congo — de Kisangani a Mbandaka:
  - Riu Lomami d'aproximadament 1.500 quilòmetres, és l'afluent,és llarg del Congo. El seu curs és al nord, a l'oest i paral·lel al Congo. El Lomami té el seu naixement al sud del país, prop de Kamina, i transcorra cap al nord passant per Lubao, Tshofa, Kombe, Bolaiti, Opala i Irema abans d'arribar|unir al riu a Isangi.
  - Riu Lukombe;
  - Riu Ituri, després Aruwini
  - Riu Moliba;
  - Riu Itimbiri (250 km);
  - Riu Mongala (370 km), amb els seus afluents Ebola i Dua.
  - Riu Giri;
  - Riu Lulonga (200 km), neix de la confluència del Riu Maringa i del Riu Lolopori.
  - Riu Ikelemba;

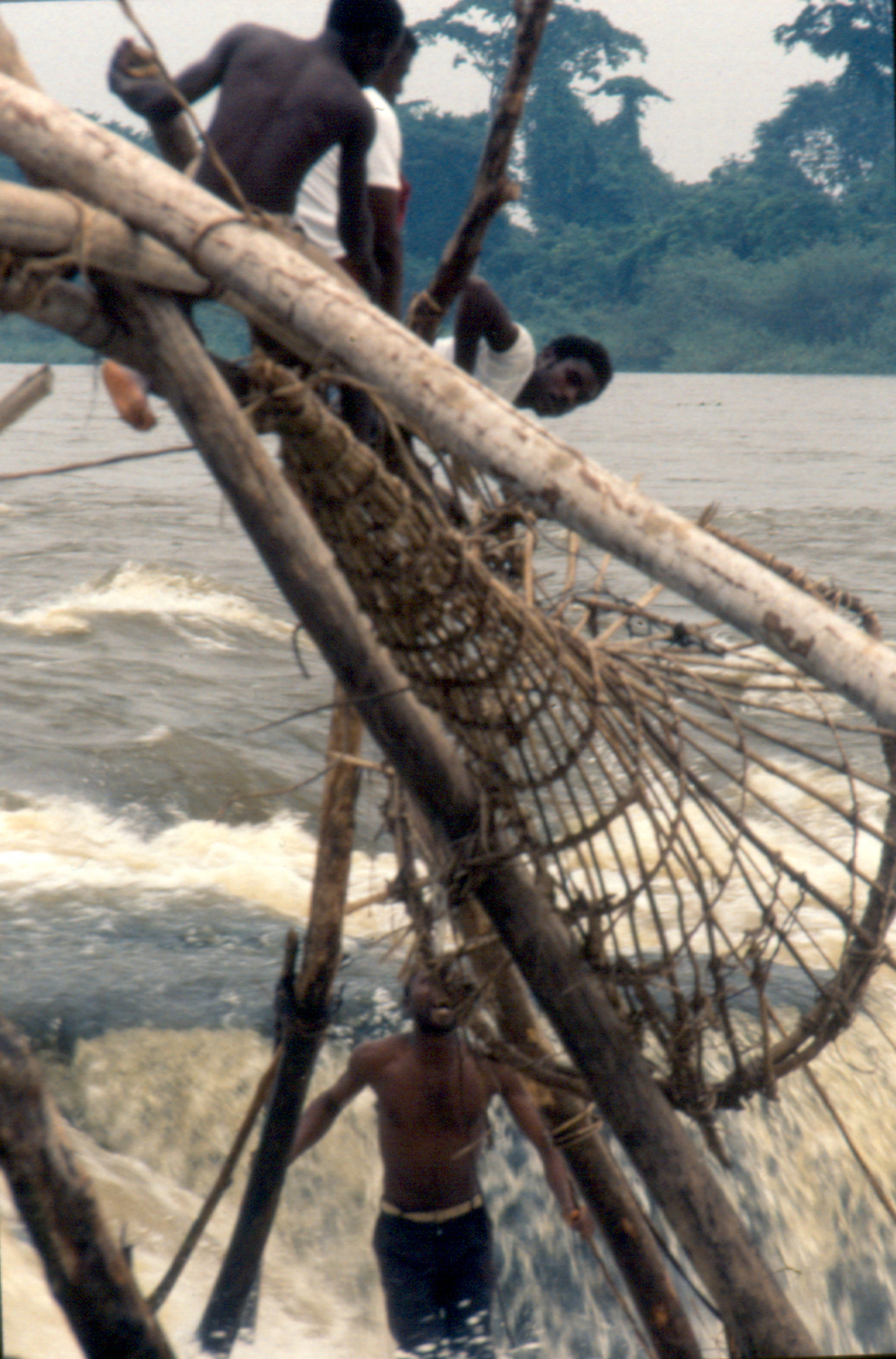
Pescadors wagenya prop de Kisangani, aquest poble ha desenvolupat una tècnica amb tronc i lianes per pescar als ràpids del riu Congo.

- Congo Mitjà (de Mbandaka a Brazzaville/Kinshasa):
- Riu Ruki, amb el Tshuapa (i aquest amb el Lomela) i el Momboyo.
- Riu Ubangi, neix de la confluència de dos grans rius, el Mbomou i el Uele. L'Ubangi té una longitud de 1.120 km, encara que si es considera el sistema fluvial Ubangui-Uele, arriba fins als 2.272 km, que el situen entre els 60 rius més llargs de la Terra. Drena una gran conca de 754.830 km², que també ho posa entre les 50 grans conques del món (similar a països com Zàmbia, Xile o Turquia).
- Riu Mbomou o Bomu, forma durant tot el seu curs la frontera entre el nord de la República Democràtica del Congo i el sud de la República Centreafricana (on és anomenat Mbomou). El riu neix a la trifrontera entre Sudan, la República Democràtica del Congo i la República Centreafricana i discorre en general en direcció oest, descrivint una lleugera corba de 800 km a través de les sabanes per reunir-se en Yakoma al riu Uele i així donar naixement al riu Ubangui. Les aigües del riu bomu són més clares que les del riu Uele, i totes dues romanen amb les seves tonalitats diferents sense barrejar-se del tot al llarg de diversos quilòmetres del riu Ubangui. El riu dona nom a les prefectures d'Alt Mbomou i Mbomou.
- Riu Uele, té una longitud de 1.210 km, encara que si es considera com un únic sistema fluvial Ubangui-Uele, arriba als 2.270 km.[15] Neix al nord del llac Albert, molt a prop de la frontera amb Sudan i recorre la part nord de la República Democràtica del Congo en direcció oest fins a reunir-se en Yakoma amb el riu Mbomou i així donar naixement al riu Ubangui. El riu dona nom a les províncies congoleses d'Alt Uele i Baix Uele. El riu forma en el seu curs alt el límit del Parc Nacional Garamba. El riu passa davant les petites ciutats de Niang i Bondo (19.601 hab. Estimats en 2009), i a la desembocadura, Yakoma. Els seus principals afluents són els rius Bima, uere, Bomokandi i Kibali.
- Llac Albert és un dels Grans Llacs d'Àfrica. És el setè llac de l'Àfrica per la seva superfície. Al llac Albert se'l coneix també amb els noms Albert Nyanza i antigament llac Mobutu Sese Seko.
- Riu Kotto té una longitud de 820 km[16] i discorre íntegrament per la República Centreafricana. Neix a la part nord-oriental del país, en els alts del massís de Bongo, molt a prop de la frontera amb Sudan, (la regió de Darfur), a una trentena de quilòmetres al sud-est del Parc Nacional André-Félix. El riu discorre en direcció preferentment sud, lleugerament sud-oest, travessant de nord a sud la prefectura de Haute-Kotto, a la qual dona nom, i en la que passa per les localitats de Bani, Ndarasa i Bria, la capital (35.204 hab. el 2003). En el seu tram final forma la frontera natural entre les prefectures de Basse-Kotto, a l'oest, i Mbomou, a l'est. Desguassa pel marge dret en el riu Ubangi, en el seu curs alt, a la localitat de Tangi, no lluny del seu naixement a la confluència del riu Uele i el riu bomu. En el tram en el qual desguassa, com en tot el seu curs, l'Ubangi forma la frontera entre la República Centreafricana i la República Democràtica del Congo.
- Riu Sangha, discorre per la República Centreafricana, Camerun (només frontera) i la República del Congo. Té una longitud d'uns 790 km (sense considerar les seves fonts), i drena una gran conca de 213.400 km² (similar a països com Guyana, Oman o Belarús). El riu Sangha neix a la República Centreafricana prop de la petita ciutat de Nola (29.181 hab. El 2003), de la confluència de dos llargs rius, el riu Kadéi (que té les seves fonts en el Camerun) i el riu Mambéré (que també neix a la República Centreafricana). L'Sangha s'encamina en direcció sud, i després de passar per les petites localitats de Sango, Bayang i Lidjombo, arriba a un tram en què serà frontera natural: primer, un curt tram, fins a arribar a Bomassa, entre Camerun i la República Centreafricana, i després un altre tram, també curt, entre Camerun i la República del Congo, que finalitza en rebre per la dreta el seu principal afluent, el riu Ngoko, prop de la ciutat de Ouesso. Ouesso és una petita ciutat congolesa amb una població estimada en 2005 de 24.300 hab., Capital de la regió de Sangha que està unida a Brazzaville mitjançant ferry i en la qual hi ha un petit aeròdrom.
- Riu Kadéi
- Riu Mambéré
- Riu Ngoko
- Riu Dja, neix al sud de la localitat de Abong Mbango (amb una població estimada el 2004 de 19.000 habitants), a la província de l'Est del Camerun. Primer es dirigeix en direcció oest i després de gairebé 200 km gira a l'est, descrivint una tancada corba que suposa el límit de la Reserva Zoològica de Dja, declarada en 1987 per la UNESCO com Patrimoni de la Humanitat (5.260 km²). En el tram final de la reserva, el riu també és durant un curt tram la frontera entre les províncies de l'Est i del Sud, en la qual no entra. Vira cap al sud-est i després d'un curt tram arriba a la frontera amb la República del Congo. Durant tota la part final del seu curs, en direcció est-sud-est, el riu formarà la frontera natural entre Camerun i el Congo (en concret, amb la regió de Sangha). Passa a prop de la petita ciutat congolesa de Ngbala i després rep per la dreta al riu Mombué, i a partir d'aquí el riu és conegut com a Ngoko.
- Riu Likouala;
- Riu Lokoro
- Riu Nkéni
- Riu Léfini
- Riu Kasai (a Angola se'l coneix com a Kwa). Neix de la confluència amb els rius Fimi i el Congo. Amb els seus afluents: Riu Fimi, Kwilu i Riu Kwango.
- Riu Wamba, i els seus afluents: Riu Sankuru (1.230 km), Lulua, Tshikapa i Lukaya.
- Riu Nsele (costat sud de Pool Malebo);
- Riu Ndjili
- Riu Fula
- Riu Gombe

#### Baix Congo o curs inferior
De Brazzaville/Kinshasa a la desembocadura. Es divideix en dues parts:
- De Kinshasa a Matadi (350 km), el Riu travessa les Muntanyes de Bangu i té 32 cascades que fan que la navegació sigui impossible.
- De Matadi a l'oceà (137 km), entre Boma i Banana, apareixen illes que divideixen el riu en múltiples braços.

Mapa del riu Congo amb els estats propers

- Riu Inkisi
- Riu Mpozo
- Riu Bundi

## Economia
Malgrat que les cascades Livingstone impedeixen l'accés des del mar, gairebé la totalitat del Congo és fàcilment navegable en molts sectors, especialment entre Kinshasa i Kisangani. Fins fa molt poc, grans vaixells fluvials han treballat al riu i el riu Congo encara segueix sent una línia de comunicació bàsica en una terra on sempre han mancat les carreteres i els ferrocarrils.
Avui dia el ferrocarril evita les tres cascades més importants i gran part del comerç de l'Àfrica central passa al llarg del riu, exemples de les mercaderies transportades són el coure, l'oli de palma, sucre, cafè o cotó. El riu també és potencialment valuós per a l'explotació de centrals hidroelèctriques i les preses d'Inga, per sota del llac Malebo van ser les primeres a entrar en funcionament.
Actualment hi ha al voltant de quaranta centrals hidroelèctriques a la conca del Congo. La més gran i espectacular és a les cascades d'Inga, a uns 200 km al sud-oest de Kinshasa. El projecte d'Inga es va posar en marxa a principis de la dècada del 1970 per construir la primera presa. Posteriorment es van projectar quatre preses addicionals i la construcció d'una de gegantina que comportarien assolir una capacitat de 34.500 megawatts, el que gairebé suposaria tres vegades la capacitat de totes les centrals de l'actual Bèlgica juntes. Fins ara només s'han construït dues (Inga I i Inga II) amb catorze turbines.
El febrer del 2005, la companyia pública sud-africana Eskom, va anunciar una proposta per augmentar enormement la capacitat del complex hidroelèctric d'Inga a través de millores i la construcció d'una nova presa hidroelèctrica. El projecte portaria a un màxim rendiment de la instal·lació d'uns 40 GW, el doble que el de la presa xinesa de les Tres Gorges. Hi ha qui pensa que aquestes noves preses hidroelèctriques podrien portar a l'extinció de moltes de les espècies de peixos que són endèmiques del riu.